# 五华河
五华河，位于中华人民共和国广东省东北部，是梅江左岸支流，发源于龙川县回龙镇亚鸡寨，西南流经回龙镇治，至龙母镇转东南流，此段也称铁场河，过铁场镇后进入五华县境，经华城镇和转水镇，最后于县城水寨镇东北郊汇入梅江。河长105千米，平均比降0.99‰，流域面积1832平方千米。年均径流量12.35亿立方米。流域内地势西南高东北低，地形复杂，重峦叠嶂，丘陵谷地相间，平原分布于沿河盆谷之中。